# Francisco Ludovico de Almeida Neto
Francisco Ludovico de Almeida Neto (Itaberaí, 22 de fevereiro de 1927 – Goiânia, 31 de março de 2014) foi um médico e professor brasileiro.
Cursou Medicina na Faculdade de Medicina do Rio de Janeiro e, na década de 1950, voltou a Goiânia com a intenção de fundar uma Faculdade de Medicina com o apoio de seu pai, o então governador de Goiás José Ludovico de Almeida. Contou com o apoio direto do presidente Juscelino Kubitschek, que escolheu a Praça Universitária como o ambiente ideal para a consolidação do que se tornaria a Faculdade de Medicina da Universidade Federal de Goiás.
Por ter sido uma das figuras centrais na formação da Universidade Federal de Goiás, foi empossado como o primeiro vice-reitor da instituição, acompanhando o então reitor Colemar Natal e Silva. Antes de terminar o mandato, com o Golpe de Estado no Brasil em 1964, chegou a ser exonerado da universidade, acusado de ser comunista. Com isso, resolveu juntar seus esforços para a criação do Hospital Santa Genoveva, da qual é o fundador. O hospital tentou reparação judicial em 2016, mas foi considerado falido pela justiça em 2019.
Ao longo de sua vida, Francisco também chegou a ser proprietário da TV Anhanguera, a qual vendeu para Jaime Câmara com a intenção de financiar a construção do Hospital Santa Genoveva. Morreu em 2014, em Goiânia, aos 87 anos, vítima de câncer de próstata.